# Franziska Lissel

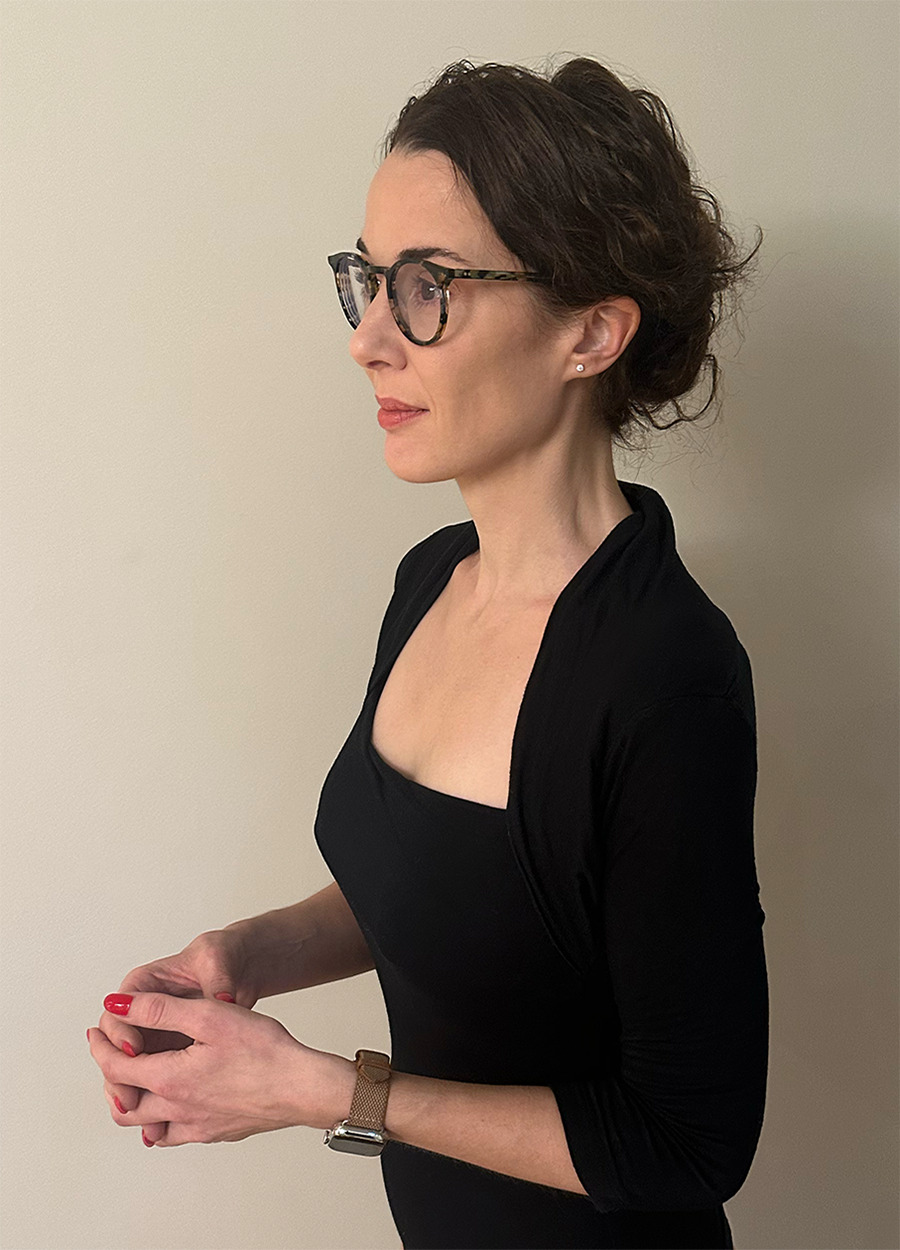
Franziska S.-C. Lissel im Rahmen des Fall Meeting der MRS, 2023.

Franziska Sophie-Charlotte Lissel (* in Bielefeld) ist eine deutsche Chemikerin und Professorin für Physik der Polymere an der Technischen Universität Hamburg. Sie ist außerdem am Institut für Polymerforschung der Leibniz-Gemeinschaft tätig. Ihr Forschungsschwerpunkt liegt in der Erforschung elektronisch aktiver organischer und polymerer Materialien mit sekundärer Funktionalität.

## Leben
Lissel wuchs in Westfalen auf und studierte anschließend Chemie und Biologie an der Universität Bremen und dem New Jersey Institute of Technology. Nach anschließenden Tätigkeiten an der ETH Zürich und der Universität Zürich wurde sie 2014 zum Dr. sc. nat. durch die Mathematisch-naturwissenschaftliche Fakultät der Universität Zürich promoviert. Nach ihrer Promotion forschte sie bis 2016 als Postdoktorandin an der Stanford University in der Arbeitsgruppe von Zhenan Bao. Nach einem anschließenden Forschungsaufenthalt an der KAUST gründete sie 2017 ihre Arbeitsgruppe Functional Electronic Materials (FEM) am Leibniz-Institut für Polymerforschung. Ab 2019 lehrte sie auch an der Technischen Universität Dresden sowie von 2020 bis 2021 als Vertretungsprofessorin im Bereich funktioneller Farbstoffe, Marker und molekulare Sensoren an der Friedrich-Schiller-Universität Jena. Sie ist u. a. Principal Investigator der International Helmholtz Research School for Nanoelectronic Networks sowie assoziiertes Mitglied des im Rahmen der Exzellenzinitiative geförderten Center for Advancing Electronics Dresden. Lissel wurde 2023 an die Technischen Universität Hamburg berufen. Sie lehnte 2023 außerdem einen Ruf auf den Lehrstuhl für organische Chemie der Polymere an der Brandenburgisch Technischen Universität ab.

## Forschung
Lissel arbeitet an intelligenten Polymeren und organischen Materialien, welche elektronische Eigenschaften mit einer zweiten Funktionalität (etwa hoher Elastizität für flexible sowie tragbare und biokompatible Elektronik) kombinieren. Ihre Forschung adressiert insbesondere responsive Polymere und leitfähige konjugierte Polymere, Metall-Polymer bzw. Metall-organische Grenzflächen und Anwendungen weicher Polymerelektronik. Hier stehen neben der Biokompatibilität Nachhaltigkeitsaspekte, etwa Lebensdauer und Recycling dieser Materialien, im Vordergrund. Sie leistete auch Beiträge zu matrix-unterstützten Laser-Desorption/Ionisation (MALDI) bzw. den darauf basierenden bildgebenden Verfahren sowie zur Entwicklung nachhaltiger wässriger Batteriesysteme.
Sie publizierte über 50 Fachartikel in renommierten Fachzeitschriften wie Advanced Materials, Angewandte Chemie, Energy and Environmental Science, Journal of the American Chemical Society, Nature, Nature Chemistry, Nature Nanotechnology und Science Advances.
Lissel arbeitete u. a. mit IBM sowie Procter & Gamble und hält mehrere Patente, etwa mit Samsung Electronics zu Polymer- und elektronischen Vorrichtungen sowie organischen Dünnschichttransistoren oder im Bereich bildgebender Verfahren.

## Mitgliedschaften
Sie ist Mitglied der American Chemical Society, der Gesellschaft Deutscher Chemiker und der Schweizerischen Chemischen Gesellschaft. Als Teil der Studienreformkommission der Gesellschaft Deutscher Chemiker entwickelte sie Empfehlungen für das Basisstudium Chemie an deutschen Hochschulen. In den Bereichen Nachwuchsförderung, Gleichstellung und Outreach ist sie u. a. aktiv als Sprecherin des Female Research Equality Netzwerk und beim internationalen Nanocar Race. Sie gehörte dem Lenkungsausschuss des AGYA-Projekts an der Berlin-Brandenburgischen Akademie der Wissenschaften an.

## Auszeichnungen (Auswahl)
- Liebig Fellow des Fonds der Chemischen Industrie
- Stipendiatin der Akademie der Naturwissenschaften Schweiz
- Stipendiatin des Schweizerischen Nationalfonds